# District de Château-du-Loir
Le district de Château-du-Loir est une ancienne division territoriale française du département de la Sarthe de 1790 à 1795.
Il était composé des cantons de Château du Loir, Chahaigne, la Chartre, Lucé, Mayet et Vaas.